# Orstasjön
Orstasjön är en sjö i Kramfors kommun i Ångermanland och ingår i Nätraån-Ångermanälvens kustområde. Sjön har en area på 0,0922 kvadratkilometer och ligger 35,6 meter över havet.

## Delavrinningsområde
Orstasjön ingår i det delavrinningsområde (698092-162924) som SMHI kallar för Mynnar i havet. Medelhöjden är 86 meter över havet och ytan är 15,93 kvadratkilometer. Det finns inga avrinningsområden uppströms utan avrinningsområdet är högsta punkten. Avrinningsområdets utflöde mynnar i havet. Avrinningsområdet består mestadels av skog (61 procent), öppen mark (13 procent) och jordbruk (17 procent). Avrinningsområdet har 0,46 kvadratkilometer vattenytor vilket ger det en sjöprocent på 2,9 procent.